# Astatoreochromis alluaudi
Astatoreochromis alluaudi är en fiskart som beskrevs av Pellegrin, 1904. Astatoreochromis alluaudi ingår i släktet Astatoreochromis och familjen Cichlidae. IUCN kategoriserar arten globalt som livskraftig. Inga underarter finns listade.

## Bildgalleri

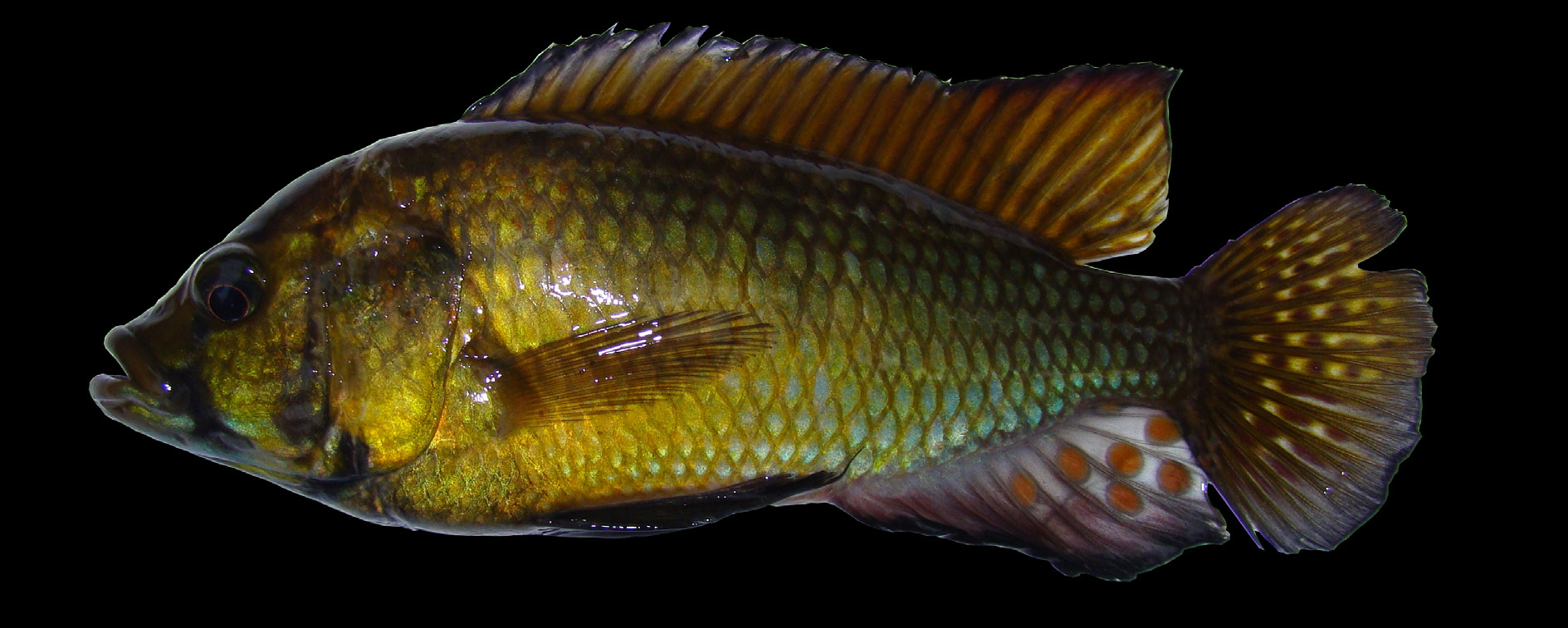